# Pust budet Liza
Pust budet Liza (russisk: Пусть будет Лиза) er en russisk spillefilm fra 2018 af Igor Kagramanov.

## Medvirkende
- Jelena Makhova som Katja
- Natalja Pavlenkova som Galina Stepanovna
- Aleksej Rozin som Artur
- Viktor Potapesjkin som Jegor
- Irina Zjerjakova som Varvara